# Jack Butler (cầu thủ bóng đá, sinh năm 1885)
John Butler (1885 – sau 1915) là một cầu thủ bóng đá người Anh thi đấu ở Football League cho Grimsby Town từ năm 1904 đến năm 1907. Là một hậu vệ thường thi đấu ở vị trí tiền đạo, ông gia nhập Grimsby từ Kiveton Park. Khi rời câu lạc bộ năm 1907, ông thi đấu tại Southern League và Western League cho Plymouth Argyle, có 288 lần ra sân ở mọi đấu trường, trước Thế chiến thứ nhất đặt dấu chấm hết cho sự nghiệp của ông.